# Nguyễn Danh Trình
Nguyễn Danh Trình (sinh năm 1950) là Phó Bí thư Thường trực Tỉnh ủy Hải Dương (7/2006 - 6/2010), đại biểu Quốc hội Việt Nam khóa 12, thuộc đoàn đại biểu Hải Dương

## Xuất thân
Nguyễn Danh Trình sinh ngày 16 tháng 6 năm 1950, tại xã Hiệp Lực, huyện Ninh Giang, Tỉnh Hải Dương. 
Ngày vào Đảng: ngày 10 tháng 2 năm 1972.

## Hoạt động trong quân ngũ
Tháng 5/1968 đến tháng 8/1968, Nguyễn Danh Trình nhập ngũ, chiến sĩ huấn luyện đi chiến trường B tại D2, E2, F304
Tháng 9/1968 đến tháng 3/1973, Nguyễn Danh Trình thăng hàm Thượng sĩ, A Trưởng trinh sát D2, E12 mặt trận phía Nam.
Tháng 4/1973 đến tháng 3/1974, ông bị thương bởi mảnh lựu đạn nổ găm vào đùi, được đưa ra Bắc điều trị và an dưỡng tại Đoàn 155, Quân khu 3.

## Quá trình công tác
Tháng 9/1974 đến tháng 11/1978: Tổ trưởng tổ đảng, trường Đại học Kinh tế - Kế hoạch Hà Nội (nay là trường Đại học Kinh tế Quốc dân)
Tháng 12/1978 đến tháng 4/1979: Cán bộ Phòng Kế hoạch huyện Ninh Giang (sau là huyện Ninh Thanh, tỉnh Hải Hưng)
Tháng 4/1979 đến tháng 4/1982: Đại biểu Hội đồng Nhân dân, Ủy viên Ủy ban nhân dân huyện Ninh Thanh.
Tháng 4/1982 đến tháng 9/1986: Huyện ủy viên, đại biểu Hội đồng nhân dân huyện, Trưởng phòng Kế hoạch huyện Ninh Thanh, tỉnh Hải Hưng.
Tháng 10/1986 đến tháng 7/1987: Ủy viên Ban Thường vụ Huyện ủy, Trưởng Ban Tổ chức Huyện ủy Ninh Thanh.
Tháng 12/1989 đến tháng 3/1996: Phó Bí thư Huyện ủy, Chủ tịch Ủy ban nhân dân huyện Ninh Thanh, đại biểu Hội đồng nhân dân tỉnh Hải Hưng.
Tháng 4/1996 đến tháng 11/1997: Tỉnh ủy viên, Bí thư Huyện ủy, Chủ tịch Hội đồng nhân dân huyện Ninh Giang.
Tháng 11/1997 đến tháng 12/2004: Ủy viên Ban Thường vụ Tỉnh ủy, Chủ nhiệm Ủy ban Kiểm tra Tỉnh ủy, Trưởng Ban Kinh tế - Ngân sách Hội đồng nhân dân tỉnh Hải Dương
Tháng 1/2005 đến tháng 4/2006: Ủy viên Ban Thường vụ Tỉnh ủy, Trưởng Ban Tổ chức Tỉnh ủy, Trưởng Ban Kinh tế - Ngân sách Hội đồng nhân dân tỉnh Hải Dương.
Tháng 4/2006 đến tháng 7/2006: Phó Bí thư Tỉnh ủy kiêm Trưởng Ban Tổ chức Tỉnh ủy, Trưởng Ban Kinh tế - Ngân sách Hội đồng nhân dân tỉnh Hải Dương
Tháng 7/2006 đến tháng 6/2010: Phó Bí thư Thường trực Tỉnh ủy, Trưởng Đoàn đại biểu Quốc hội tỉnh Hải Dương khóa 12.

## Khen thưởng
Huân chương Lao động hạng Nhì;
Huân chương Chiến sĩ giải phóng hạng Ba;
Huân chương Kháng chiến chống Mỹ, cứu nước hạng Nhất;
Bằng khen Mặt trận 559 (các năm 1969, 1970, 1971);
Bằng khen Thủ tướng Chính phủ;
Bằng khen Bộ Lao động - Thương binh và Xã hội.